# Rashid Sidek
Rashid "Adul" Sidek Mohamed  (Banting, 8 de julho de 1968) é um ex-jogador de badminton da Malásia.
Conquistou a medalha de bronze nos Jogos Olímpicos de Verão de 1996 em Atlanta.